# Prefectura de Tottori
La prefectura de Tottori (鳥取県 Tottori-ken?) está ubicada en la región de Chūgoku, sobre la isla de Honshū, en Japón. Su superficie es de unos 3.507 kilómetros cuadrados y su población, según el censo del 1 de julio de 2023, es de 538.525 habitantes, lo que la convierte en la prefectura menos poblada de Japón. La capital es la ciudad de Tottori, la cual tenía, a fecha de 30 de noviembre de 2022, 183.383 habitantes. Otras ciudades importantes son Yonago, Kurayoshi y Sakaiminato.
Limita con la prefectura de Shimane al oeste, con la prefectura de Hiroshima al suroeste, con la prefectura de Okayama al sur y con la prefectura de Hyōgo al este.

## Historia
La prefectura estaba formada por las antiguas provincias de Hōki en el oeste e Inaba en el este. Las dos provincias permanecieron en su lugar hasta la Restauración Meiji en 1868, y los límites de la prefectura de Tottori se establecieron en 1888.

## Geografía
Tottori alberga las dunas de Tottori, el único gran sistema de dunas de Japón. A fecha de 1 de abril de 2012, el 14% de la superficie total de la prefectura estaba designada como Parques Naturales.
De acuerdo con la Autoridad de Información Geoespacial de la Prefectura Nacional de Japón y el Ajuste del Área Municipal, el área de la Prefectura de Tottori es 3.507,13 kilómetros cuadrados,
El monte Misumi se encuentra dentro de la antigua zona de Mochigase que se fusionó con la ciudad de Tottori en 2004. Es el pico más alto de las montañas Chūgoku.

### Parques naturales
- Parque nacional de Daisen-Oki
- Parque nacional de Sanin Kaigan
- Parque cuasi nacional de Hiba-Dogo-Taishaku

### Ciudades
- Kurayoshi
- Sakaiminato
- Tottori (capital)
- Yonago

### Pueblos y villas
Estos son los pueblos y villas de cada distrito:
- Distrito de Hino
  - Hino
  - Kōfu
  - Nichinan
- Distrito de Iwami
  - Iwami
- Distrito de Saihaku
  - Daisen
  - Hiezu
  - Hōki
  - Nanbu
- Distrito de Tōhaku
  - Hokuei
  - Kotoura
  - Misasa
  - Yurihama
- Distrito de Yazu
  - Chizu
  - Wakasa
  - Yazu

## Economía
La prefectura de Tottori es muy agrícola y sus productos se envían a las principales ciudades de Japón. Algunos de los productos famosos son la pera nashi, el ñame nagaimo, la cebolleta japonesa, el negi y la sandía. Los numerosos ríos de las montañas Chūgoku sustentan una extensa red de producción de arroz en el oeste de Japón.
Las amplias mesetas de la región montañosa albergan ranchos ganaderos, especialmente para la producción de carne wagyu.
En cuanto a los productos marinos, el cangrejo aguja de pino es una especialidad y hay una marca de cangrejo certificado llamado Itsukiboshi, que suele ser vendido en subasta en el puerto de Tottori.
Las montañas Chūgoku son una fuente de arena de hierro y la región albergó algunas de las primeras producciones de artículos de hierro en Japón.

## Lenguas
Históricamente, la región presentaba una rica diversidad lingüística. Aunque en la actualidad el dialecto estándar de Tokio es el predominante, todavía se emplean muchos otros dialectos, la mayoría de los cuales pertenecen al grupo occidental del japonés, como el inshū (una variedad del dialecto chūgoku) y el umpaku.

## Educación

### Universidad
- Universidad de Tottori (Ciudad de Tottori, Ciudad de Yonago).
- Universidad de Estudios Ambientales de Tottori.

## Turismo

### Paisaje pintoresco
- Dunas de Tottori

### Sitios Históricos y santuarios
- Las ruinas del Castillo Tottori en el parque Kyūshō.[5]
- Castillo Yonago
- Templo Sanbutsu-ji, donde se localiza el pabellón Nageire-dō (Tesoro nacional).[6]

## Personas ilustres
- Jirō Taniguchi, dibujante de manga.
- Gōshō Aoyama, dibujante de manga.
- Atsushi Nishigori, animador.
- Shigeru Mizuki, dibujante de manga.